# Lac des Truites
Ne doit pas être confondu avec Lac des Truites (îles Kerguelen).
Le lac des Truites, ou lac du Forlet, est le plus élevé des lacs vosgiens à 1 066 m d'altitude. Il est dénommé Forlenweier en alsacien et reïf tou blan en welsch. 
Situé au lieu-dit le Forlet sur le territoire de la commune de Soultzeren, il est niché dans un large cirque glaciaire entouré de pentes abruptes culminant à 1 306 mètres (Gazon du Faing, Gazon de Faîte...).

## Toponymie
La dénomination actuelle du lac provient d'une confusion. En effet, son nom d’origine était lac du Foehrlé qui signifie « entouré de petits pins », issu de Föhre, l’arbre, le pin commun. Ce nom qui a été déformé en Forlen, puis Forellen : les truites en allemand. D'où son appellation française actuelle ; la carte IGN indique « Lac des Truites ou du Forlet ».

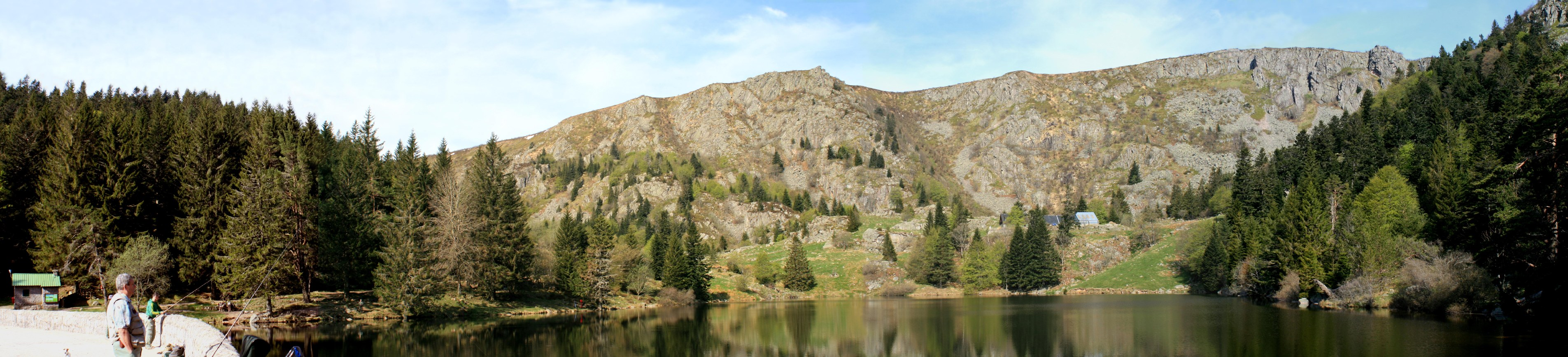
Vue panoramique depuis le barrage.

## Histoire
- Les abbés de Murbach utilisaient le petit lac comme vivier de truites[2]. Un étang situé un peu plus haut accueillait des carpes. Il a depuis été envahi par une tourbière.
- C’est entre 1849 et 1853 qu’ont été entrepris les travaux pour curer et endiguer le lac et assurer, en été, un débit suffisant à la Fecht.

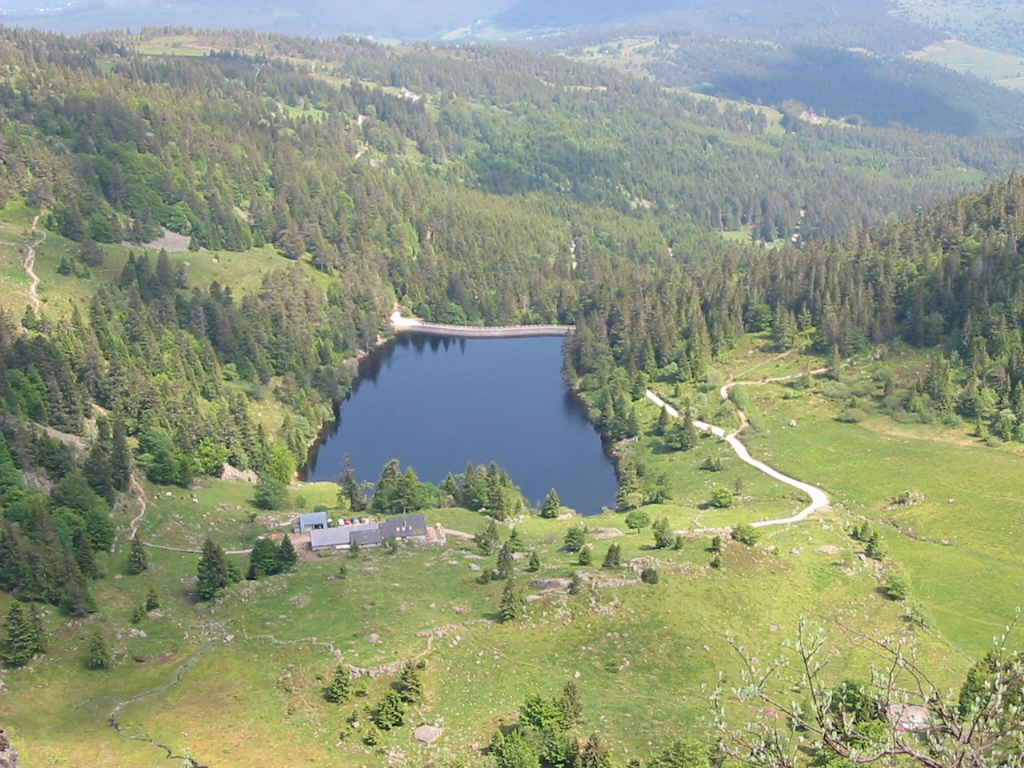
La cuvette du Forlet vue du Gazon de Faîte.

## Barrage
Le barrage du Forlet constitue un ouvrage de classe C au sens des dispositions de l’article R.214-112 du code de l’Environnement. Cet ouvrage a été construit dans les années 1835 à 1837 et conforté en 1890, sur le ruisseau du Forlet. 
Il s'agit d'un barrage poids en remblai constitué d’une digue composite en terre compactée avec masque amont en maçonnerie et paroi centrale mince en béton. La hauteur maximale de l’ouvrage au-dessus du terrain naturel est de 11,30 mètres.

La crête du barrage se trouve à l'altitude de 1 061 m, son épaisseur est de 10 mètres et sa longueur de 130 mètres.